# Nikolai Ciujikov
Nikolai Ciujikov (n. 5 mai 1938, Novooskolsky District⁠(d), RSFS Rusă, URSS – d. 9 iunie 2022) a fost un canoist ce a reprezentat Uniunea Republicilor Sovietice Socialiste, medaliat olimpic. A participat la 2 ediții ale Jocurilor Olimpice (1964, 1968) în care a câștigat o medalie de aur.